# Guanyindong
Guanyindong (观音洞,  Guānyīndòng, englisch Guanyindong Cave – „Guanyin-Höhle“) ist eine paläolithische Höhlenstätte, die 1964 im Kreis Qianxi der chinesischen Provinz Guizhou entdeckt wurde. Nach ihr sind die Guanyindong-Kultur (观音洞文化 Guanyindong Wenhua; Guanyin Cave Culture) und eine fossile Faunengemeinschaft benannt.
Es enthält die frühesten Beweise für Steinartefakte, die mit der Levalloistechnik in China hergestellt wurden.
Die Stätte der Guanyin-Höhle von Qianxi (Qianxi Guanyin dong yizhi 黔西观音洞遗址) steht seit 2001 auf der Liste der Denkmäler der Volksrepublik China (5-107).